# Diocèse d'Agats
Le diocèse d'Agats (en latin : Dioecesis Agatsensis) est une Église particulière de l'Église catholique en Indonésie, dont le siège est à Agats (en), dans la province de Papouasie méridionale.

## Histoire
Le diocèse d'Agats est créé le 29 mai 1969 par séparation de l'archidiocèse de Merauke dont il est demeuré suffragant.

## Territoire
Le territoire du diocèse couvre le territoire du kabupaten d'Asmat dans la province de Papouasie méridionale.
Le siège du diocèse est la cathédrale de la Sainte-Croix d'Agats.

Localisation du diocèse

.

## Évêques
- Alphonsus Augustus Sowada, O.S.C. (1969-2001)
- Aloysius Murwito, O.F.M. (depuis 2002)

### Articles liés
- Catholicisme en Indonésie
- Liste des provinces ecclésiastiques catholiques